# FK Kazakhmys Satpaïev
Maillots
Le Kazakhmys Satpaïev Fýtbol Klýby (en kazakh : Қазақмыс Сәтбаев футбол клубы), plus couramment abrégé en Kazakhmys Satpaïev, est un ancien club kazakh de football fondé en 2006 et disparu en 2011, et basé dans la ville de Satpaïev, oblys de Karaganda.

## Bilan sportif

### Palmarès
| Compétitions nationales                                         |
| --------------------------------------------------------------- |
| - Championnat du Kazakhstan D2 (2) : - Champion : 2007 et 2008. |

### Bilan par saison
| Saison | Championnat | Championnat | Championnat | Championnat | Championnat | Championnat | Championnat | Championnat | Championnat | Championnat | Coupe du Kazakhstan |
| Saison | Division    | Pos         | Pts         | J           | V           | N           | D           | BP          | BC          | Diff        | Coupe du Kazakhstan |
| ------ | ----------- | ----------- | ----------- | ----------- | ----------- | ----------- | ----------- | ----------- | ----------- | ----------- | ------------------- |
| 2006   | 2e Nord-Est | 5e          | 41          | 24          | 12          | 5           | 7           | 36          | 35          | +1          | —                   |
| 2007   | 2e          | 1er         | 74          | 29          | 23          | 5           | 1           | 71          | 15          | +56         | Seizièmes de finale |
| 2008   | 2e          | 1er         | 61          | 26          | 20          | 1           | 5           | 54          | 21          | +33         | Seizièmes de finale |
| 2009   | 1re         | 12e         | 21          | 26          | 7           | 3           | 16          | 32          | 61          | -29         | Huitièmes de finale |
| 2010   | 2e          | 7e          | 57          | 34          | 17          | 6           | 11          | 80          | 45          | +35         | Quarts de finale    |
| 2011   | 2e          | Abandon     | Abandon     | Abandon     | Abandon     | Abandon     | Abandon     | Abandon     | Abandon     | Abandon     | Huitièmes de finale |

Légende
- Promotion en division supérieure.
- Rélgation en division inférieure.

## Personnalités du club

### Présidents du club
- Nourlan Tchigitaïev

### Entraîneurs du club
- Viktor Dogadaïlo